# توفو (کومونه)
توفو (به ایتالیایی: Tufo) یک کومونه در ایتالیا است که در استان آولینو واقع شده‌است. توفو ۵ کیلومتر مربع مساحت و ۹۳۸ نفر جمعیت دارد.